# Futrinka
A futrinka (Carabus) a futóbogárfélék (Carabidae) családjában a futrinkaformák (Carabinae) alcsalád névadó- és egyúttal típusneme.

## Származása, elterjedése
Igazi kozmopolita nem: fajai a hóhatárig az Antarktisz kivételével minden kontinensen és a legtöbb szigeten megtalálhatók.
A 20. század közepéig Magyarországon a nem 27 fajának 62 alfaját írták le (Szél). A 2020-as évekig ez a szám jelentősen bővült.
Magyarországi fajok, alfajok (Szél):
- sokszínű futrinka (Carabus arvensis)
  - nyugati sokszínű futrinka (Carabus arvensis arvensis) Herbst, 1784 (= C. arvensis austriae Sokolař, 1907)
  - kárpáti sokszínű futrinka (Carabus arvensis carpathus) Born, 1902 (= C. arvensis csikensis Csiki, 1942; C. arvensis eremita Fischer von Waldheim, 1823)
- aranyos futrinka (Carabus auratus) L., 1760
- feketebordás aranyfutrinka (Carabus auronitens vindobonensis) Kubik, 1901 (= C. auronitens kraussi Vacher de Lapouge, 1898
- ragyás futrinka (Carabus cancellatus)
  - kis ragyás futrinka (Carabus cancellatus adeptus) Kolbe, 1913
  - budai ragyás futrinka (Carabus cancellatus budensis) Csiki, 1926
  - északi ragyás futrinka (Carabus cancellatus durus) Reitter, 1896
  - nagy ragyás futrinka (Carabus cancellatus maximus) Haury, 1880
  - bihari ragyás futrinka (Carabus cancellatus subgraniger) Reitter, 1896 (= C. cancellatus muehlfeldi Géhin, 1885)
  - soproni ragyás futrinka (Carabus cancellatus soproniensis) Dejean, 1826
  - alföldi ragyás futrinka (Carabus cancellatus tibiscinus) Csiki, 1906
  - felvidéki ragyás futrinka' (Carabus cancellatus ungensis) Csiki, 1906
- szárnyas futrinka (Carabus clathratus auraniensis) J. Müller, 1903
- selymes futrinka (Carabus convexus)
  - kis selymes futrinka (Carabus convexus convexus) Fabricius, 1775
  - kiskunsági selymes futrinka (Carabus convexus kiskunensis) Ádám & Merkl, 1986
  - kárpáti selymes futrinka (Carabus convexus simplicipennis) Dejean, 1826
- bőrfutrinka (Carabus coriaceus)
  - közönséges bőrfutrinka (Carabus coriaceus coriaceus) L., 1758
  - illír bőrfutrinka (Carabus coriaceus praeillyricus) Szél, 1993
  - nagy bőrfutrinka (Carabus coriaceus pseudorugifer) Sokolář, 1906
  - ráncos bőrfutrinka (Carabus coriaceus rugifer) Kraatz, 1877
- dunántúli kékfutrinka (Carabus germarii exasperatus) Duftschmid, 1812
- domború futrinka (Carabus glabratus glabratus) Paykull, 1790
- mezei futrinka (Carabus granulatus granulatus) L., 1758
- sokbordás futrinka (Carabus hampei)
  - beregi sokbordás futrinka (Carabus hampei ormayi) Reitter, 1896
- aranypettyes futrinka (Carabus hortensis hortensis) L., 1758
- magyar futrinka (Carabus hungaricus hungaricus) Fabricius, 1792
- kék laposfutrinka (Carabus intricatus intricatus) L., 1760–––
- alhavasi futrinka (Carabus irregularis irregularis) Fabricius, 1792 (= C. irregularis cephalotes Sokolař, 1909)
- Linné-futrinka (Carabus linnei)
  - kárpáti Linné-futrinka (Carabus linnei linnei) Duftschmid, 1812
  - alpesi Linné-futrinka (Carabus linnei folgariacus) Born, 1913 (= Carabus linnei transdanubialis Kenyery, 1983
- szegélyes futrinka (Carabus marginalis) Fabricius, 1794
- balkáni futrinka (Carabus montivagus blandus) I. Frivaldszky, 1865
- ligeti futrinka (Carabus nemoralis nemoralis) O. F. Müller, 1764
- dunántúli vízifutrinka (Carabus nodulosus) Creutzer, 1799
- pompás futrinka (Carabus obsoletus obsoletus) Sturm, 1815
- láncos futrinka (Carabus problematicus)
  - kis láncos futrinka (Carabus problematicus holdhausi) Born, 1911
  - nagy láncos futrinka (Carabus problematicus problematicus) Herbst, 1786
- érdes futrinka (Carabus scabriusculus)
  - nagy érdes futrinka (Carabus scabriusculus lippii) Dejean, 1826
  - kis érdes futrinka (Carabus scabriusculus scabriusculus) Olivier, 1795
- változó futrinka (Carabus scheidleri)
  - mosoni változó futrinka (Carabus scheidleri baderlei)
  - rákosréti változó futrinka (Carabus scheidleri csikiellus) Deuve, 2003 (= C. scheidleri distinguendus Csiki, 1906)
  - zselici változó futrinka (Carabus scheidleri gebhardti) Bodemeyer, 1927
  - nyitrai változó futrinka (Carabus scheidleri helleri) Ganglbauer, 1892
  - pompás változó futrinka (Carabus scheidleri jucundus) Csiki, 1906
  - pannon változó futrinka (Carabus scheidleri pannonicus) Csiki, 1906
  - mecseki változó futrinka (Carabus scheidleri praescheidleri) Mandl, 1965
  - gerecsei változó futrinka (Carabus scheidleri pseudojucundus) Retezár, 1974
  - simahátú változó futrinka (Carabus scheidleri pseudopreyssleri) Breuning, 1932
  - nyugati változó futrinka (Carabus scheidleri pseudoscheidleri) Mandl, 1964 (= C. scheidleri scheidleri Panzer, 1799)
  - kis változó futrinka (Carabus scheidleri subparvulus) Mandl, 1965
  - vértesi változó futrinka (Carabus scheidleri vertesensis) Retezár, 1974
- rezes futrinka (Carabus ulrichii)
  - baranyai rezes futrinka (Carabus ulrichii baranyensis) Sokolař, 1908
  - nagy rezes futrinka (Carabus ulrichii intercessor) Sokolař, 1912
  - alföldi rezes futrinka (Carabus ulrichii planitiae) Csiki, 1929
  - kis rezes futrinka (Carabus ulrichii sokolari) Born, 1904 (= C. ulrichii parvus Géhin, 1885)
  - közönséges rezes futrinka (Carabus ulrichii ulrichii) Germar, 1824
- kárpáti vízifutrinka (Carabus variolosus) Fabricius, 1787
- kékfutrinka (Carabus violaceus)
  - nyírségi kékfutrinka (Carabus violaceus betuliae) Csiki, 1940
  - hegyi kékfutrinka (Carabus violaceus pseudoviolaceus)– Kraatz, 1886
  - rákosi kékfutrinka (Carabus violaceus rakosiensis) Csiki, 1906
- zempléni futrinka (Carabus zawadzkii)
  - keleti zempléni futrinka (Carabus zawadzkii dissimilis) Csiki, 1906
  - nyugati zempléni futrinka (Carabus zawadzkii ronayi) Csiki, 1906.

Közülük viszonylag gyakori:
- a kékfutrinka (Carabus violaceus),
- a rezes futrinka (Carabus ulrichii),
- a selymes futrinka (Carabus convexus),
- a mezei futrinka (Carabus granulatus granulatus) és
- a ragyás futrinka (Carabus cancellatus).

Az ország nyugati részén él az aranypettyes futrinka (Carabus hortensis hortensis) (BioLex).

## Megjelenése, felépítése
Hossza 1–5 cm. Előreálló feje sokkal keskenyebb, mint az előtor. Felső ajka harántos és egyszerűen vagy kettősen öblös, felső állkapcsa sima. A csápok töve nem összenyomott (Brehm).
A sima szárnyfedőkön többnyire hosszirányú pontsorok, láncszemes sorok vagy bordák mutatnak különös szerkezetet. A szárnyak többnyire csökevényesek (Brehm).

## Életmódja, élőhelye
A fajok többsége gyorsan mozgó éjszakai ragadozó.
Többnyire lágy bőrű állatokat, főleg csigákat és gilisztákat zsákmányolnak. Áldozataikat erős harapásokkal menekülésre képtelenné sebzik, majd ráeresztik gyomornedvüket, amely a lágy részeket külső emésztéssel gyorsan péppé alakítja és a gyors felszürcsölésre alkalmassá teszi. Hasonló módon kezdenek ki kisebb gerinceseket, például gőtéket és apró emlősöket, például csapdákban megfogott mezei egereket is (Brehm).

## Rendszertani felosztása
2020-ig a nem mintegy 870 faját írták le; ezeket közel 120 alnembe vonták össze. Változékonyságuk okán az egyes fajokon belül többnyire alfajokat különböztetnek meg.
Alnemek:
- Carabus (Acathaicus)
- Carabus (Acoptopterus)
- Carabus (Acrocarabus)
- Carabus (Alipaster)
- Carabus (Apoplesius)
- Carabus (Apotomopterus)
- Carabus (Archicarabus)
- Carabus (Archiplectes)
- Carabus (Aristocarabus)
- Carabus (Aulonocarabus)
- Carabus (Axinocarabus)
- Carabus (Calocarabus)
- Carabus (Carabulus)
- Carabus (Carabus)
- Carabus (Cathaicus)
- Carabus (Cathoplius)
- Carabus (Cavazzutiocarabus)
- Carabus (Cechenochilus)
- Carabus (Cechenotribax)
- Carabus (Cephalornis)
- Carabus (Chaetocarabus)
- Carabus (Chrysocarabus)
- Carabus (Chrysotribax)
- Carabus (Coptolabrodes)
- Carabus (Coptolabrus)
- Carabus (Cratocarabus)
- Carabus (Cratocechenodes)
- Carabus (Cratocechenus)
- Carabus (Cratocephalus)
- Carabus (Cratophyrtus)
- Carabus (Cryptocarabus)
- Carabus (Cryptocechenus)
- Carabus (Ctenocarabus)
- Carabus (Cupreocarabus)
- Carabus (Cychrostomus)
- Carabus (Cyclocarabus)
- Carabus (Cytilocarabus)
- Carabus (Damaster)
- Carabus (Deroplectes)
- Carabus (Diocarabus)
- Carabus (Eccoptolabrus)
- Carabus (Eocechenus)
- Carabus (Eotribax)
- Carabus (Eucarabus)
- Carabus (Euleptocarabus)
- Carabus (Eupachys)
- Carabus (Eurycarabus)
- Carabus (Fulgenticarabus)
- Carabus (Gnathocarabus)
- Carabus (Goniocarabus)
- Carabus (Hemicarabus)
- Carabus (Heterocarabus)
- Carabus (Homoeocarabus)
- Carabus (Hygrocarabus)
- Carabus (Hypsocarabus)
- Carabus (Imaibiodes)
- Carabus (Imaibius)
- Carabus (Iniopachus)
- Carabus (Ischnocarabus)
- Carabus (Isiocarabus)
- Carabus (Lamprostus)
- Carabus (Lasiocoptolabrus)
- Carabus (Leptocarabus)
- Carabus (Leptoplesius)
- Carabus (Lichnocarabus)
- Carabus (Limnocarabus)
- Carabus (Lipaster)
- Carabus (Macrothorax)
- Carabus (Meganebrius)
- Carabus (Megodontoides)
- Carabus (Megodontus)
- Carabus (Mesocarabus)
- Carabus (Microplectes)
- Carabus (Microtribax)
- Carabus (Mimocarabus)
- Carabus (Morphocarabus)
- Carabus (Neocarabus)
- Carabus (Neoplectes)
- Carabus (Neoplesius)
- Carabus (Nesaeocarabus)
- Carabus (Ohomopterus)
- Carabus (Ophiocarabus)
- Carabus (Oreocarabus)
- Carabus (Orinocarabus)
- Carabus (Oxycarabus)
- Carabus (Pachycarabus)
- Carabus (Pachystus)
- Carabus (Pagocarabus)
- Carabus (Pantophyrtus)
- Carabus (Parhomopterus)
- Carabus (Piocarabus)
- Carabus (Piocarabus)
- Carabus (Platycarabus)
- Carabus (Procechenochilus)
- Carabus (Procerus)
- Carabus (Procrustes)
- Carabus (Pseudocoptolabrus)
- Carabus (Pseudocranion)
- Carabus (Pseudotribax)
- Carabus (Qinlingocarabus)
- Carabus (Relictocarabus)
- Carabus (Rhigocarabus)
- Carabus (Rhipocarabus)
- Carabus (Scambocarabus)
- Carabus (Semnocarabus)
- Carabus (Shenocoptolabrus)
- Carabus (Shunichiocarabus)
- Carabus (Sphodristocarabus)
- Carabus (Stephanocarabus)
- Carabus (Tachypus)
- Carabus (Tanaocarabus)
- Carabus (Teratocarabus)
- Carabus (Tmesicarabus)
- Carabus (Tomocarabus)
- Carabus (Trachycarabus)
- Carabus (Tribax)
- Carabus (Ulocarabus)